# Acacia trichopetala
Acacia trichopetala é uma espécie de leguminosa do gênero Acacia, pertencente à família Fabaceae.